# У нас есть Папа!
«У нас есть Папа!» (лат. Habemus Papam) — кинофильм режиссёра Нанни Моретти, вышедший на экраны в 2011 году. Латинская фраза Habemus Papam, использованная в качестве названия фильма, служит формулой, объявляющей избрание нового папы римского.

## Сюжет
После смерти папы в Риме собирается конклав, чтобы избрать нового понтифика. 
После нескольких дней заседания голосование кардиналов даёт имя победителя: им становится кардинал Мельвиль. Однако в последний момент перед выходом на балкон Апостольского дворца новый папа оказывается не в силах предстать перед верующими из-за панической атаки и скрывается в своих покоях. Чтобы помочь понтифику справиться с психологическими проблемами, в Ватикан приглашают известного психоаналитика. 
Вскоре папе удаётся улизнуть от своей охраны во время поездки в город, чтобы в одиночестве обдумать своё положение и побыть среди простых людей. Представитель Ватикана Райский скрывает от кардиналов пропажу, он периодически получает от Мельвиля звонки. Новоизбранный папа встречает в отеле театральную труппу, ставящую «Чайку», и вспоминает о своей любви к Чехову, а также инкогнито посещает другого психоаналитика, бывшую жену приглашённого в Ватикан профессора. 
Тем временем, чтобы скоротать время, психоаналитик организует во дворце волейбольный турнир среди кардиналов. Через три дня Райский сообщает кардиналам, что папа пропал, но ему известно его местоположение. Кардиналы почти единогласно соглашаются отправиться за папой. Они заходят в театр во время спектакля и увозят папу в Ватикан. Он выходит к верующим и просит прощения за то, что не может взять на себя такую ответственность, потому что церкви, по его мнению, нужен сильный лидер, каковым он себя не считает.

## В ролях
- Мишель Пикколи — кардинал Мельвиль / папа
- Ежи Штур — представитель Ватикана Райский, поляк
- Нанни Моретти — психоаналитик
- Ренато Скарпа — кардинал Грегори
- Маргерита Буй — бывшая жена психоаналитика
- Джанлука Гобби — швейцарский гвардеец
- Франко Грациози — кардинал Боллати
- Камилло Милли — кардинал Пескардона
- Роберто Нобиле — кардинал Чеваско
- Ульрих фон Добшюц — кардинал Бруммер

## Награды и номинации
- 2011 — участие в основном конкурсе Каннского кинофестиваля.
- 2011 — две номинации на премию Европейской киноакадемии: лучший актёр (Мишель Пикколи), лучшая работа художника (Паола Биццарри).
- 2011 — 7 наград Итальянского национального синдиката киножурналистов: «Европейская серебряная лента» (Мишель Пикколи) и 6 «Серебряных лент» за режиссуру (Нанни Моретти), оригинальный сценарий (Нанни Моретти, Франческо Пикколо, Федерика Понтремоли), продюсирование (Нанни Моретти, Доменико Прокаччи), операторскую работу (Алессандро Пески), работу художника (Паола Биццарри) и костюмы (Лина Нерли Тавиани).
- 2012 — премия «Давид ди Донателло» за лучшую мужскую роль (Мишель Пикколи), а также 7 номинаций: лучший фильм (Нанни Моретти, Доменико Прокаччи), лучший режиссёр (Нанни Моретти), лучший сценарий (Нанни Моретти, Франческо Пикколо, Федерика Понтремоли), лучший актёр второго плана (Ренато Скарпа), лучшая актриса второго плана (Маргерита Буй), лучшая операторская работа (Алессандро Пески), лучший звук (Алессандро Дзанон).